# Bienvenue chez les scouts
Bienvenue chez les scouts est un téléfilm américain de la collection des Disney Channel Original Movie dont les rôles principaux sont tenus par Hutch Dano et Genevieve Hannelius. Il a été tourné à Salt Lake City, dans l'Utah au début de l'année 2010, et diffusé pour la première fois le 13 août 2010 sur la chaîne américaine de Disney Channel, et en France sur Disney Channel France en avant-première le 4 novembre 2010.

## Synopsis
Après une faute lors d'un match de hockey, l'égoïste Alex Person se voit obligé de s'occuper de la bande de scouts dont fait partie sa petite sœur Émily. Il tire profit de cette nouvelle situation en les faisant travailler pour les tâches quotidiennes dont il devait s'acquitter, sans savoir que son existence va prendre un tournant de par cette intrusion.

## Fiche technique
Titre original: Den brother

## Distribution
- Hutch Dano (VFB : Maxime Donnay) : Alex Pearson
- Genevieve Hannelius (VFB : Aaricia Dubois) : Emily Pearson
- David Lambert (VFB : Pablo Hertsens) : Kalvin "Goose" Gustavo
- Kelsey Chow (VFB : Esther Aflalo) : Matisse Burrows
- Vicki Lewis (VFB : Rosalia Cuevas) : Dina Reams
- Kelly Gould (VFB : Élisabeth T'Serstevens) : Rachel Caitlyn
- Taylar Hender : Abigail Danielle
- Kiara Muhammad : Ursula Mary
- Haley Tju : Tina Destiny
- Maurice Godin (VFB : Daniel Nicodème) : Jasper Pearson
- Debra Mooney : Allie Jacklitz

## Sources
- (en) Cet article est partiellement ou en totalité issu de l’article de Wikipédia en anglais intitulé « Den Brother » (voir la liste des auteurs).